# Bodó
Bodó é um município brasileiro do estado do Rio Grande do Norte localizado na microrregião da Serra de Santana. Sua população estimada, conforme dados do IBGE de 2024, era de 2 363 habitantes.
Limita-se com os municípios Santana do Matos (norte e oeste), Lagoa Nova (sul) e Cerro Corá (leste). A sede do município está a 5° 59’ 18” de latitude sul e 36° 24’ 47” de longitude oeste. A altitude é de 560 m acima do nível do mar e a distância rodoviária até a capital é de 188 km.

## História
O povoamento do local se iniciou em torno de uma pequena nascente, que fornecia água para suprir as necessidades das primeiras famílias e seus animais. O sabor da água foi comparado ao gosto do peixe chamado bodó. Dessa maneira, toda a localidade circunvizinha ao poço ficou conhecida por esse nome.
Habitada a princípio por criadores de gado, posteriormente seu crescimento foi acelerado pelo ciclo do algodão e finalmente pela mineração de tungstênio. Com o aumento da atividade mineradora, o núcleo populacional recebeu migrantes de várias partes do Estado.
O município foi emancipado de Santana do Matos através da Lei nº 6.300, de 26 de junho de 1992, tendo sido instalado em 1997.

## Geografia
De acordo com o IDEMA, o solo da região apresenta características dos tipos litólicos, solonetz solodizado, bruno não cálcico e latossolo, vermelho amarelo distrófico. O solo tem aptidão regular e restrita para pastagem natural, sendo apto para culturas especiais de ciclo longo (algodão arbóreo, sisal, caju e coco). Na parte sul, uma pequena área com aptidão regular para lavouras e outra indicada para preservação da flora e fauna.

## Economia

### Produção agrícola
| Lavoura                     | Quantidade produzida (ton.) | Valor da produção (R$ mil) | Área plantada (ha.) | Área colhida (ha.) | Rendimento médio (kg/ha.) |
| --------------------------- | --------------------------- | -------------------------- | ------------------- | ------------------ | ------------------------- |
| Algodão arbóreo (em caroço) | 45                          | 45                         | 70                  | 70                 | 642                       |
| Batata-doce                 | 13                          | 3                          | 2                   | 2                  | 6.500                     |
| Castanha-de-caju            | 350                         | 350                        | 1.000               | 1.000              | 350                       |
| Fava (em grão)              | 14                          | 25                         | 70                  | 49                 | 285                       |
| Feijão (em grão)            | 39                          | 57                         | 245                 | 98                 | 397                       |
| Goiaba                      | 9                           | 5                          | 3                   | 3                  | 3.000                     |
| Mandioca                    | 6.300                       | 1.575                      | 700                 | 700                | 9.000                     |
| Manga                       | 14                          | 4                          | 2                   | 2                  | 7.000                     |
| Maracujá                    | 10                          | 4                          | 2                   | 2                  | 5.000                     |
| Milho (em grão)             | 94                          | 47                         | 420                 | 189                | 497                       |
| Tomate                      | 60                          | 15                         | 2                   | 2                  | 30.000                    |

### Pecuária
| Rebanho                          | Efetivo (cabeças) |
| -------------------------------- | ----------------- |
| Bovino                           | 1.800             |
| Suíno                            | 207               |
| Eqüinos                          | 48                |
| Asininos (jumentos)              | 133               |
| Muares (mulas)                   | 48                |
| Ovinos                           | 734               |
| Galinhas                         | 2.354             |
| Galos, frangas, frangos e pintos | 1.063             |
| Caprinos                         | 698               |
| Vacas ordenhadas                 | 475               |

| Gênero          | Produção         |
| --------------- | ---------------- |
| Leite de vaca   | 641 (mil litros) |
| Ovos de galinha | 21 (mil dúzias)  |

## Dados estatísticos

### Educação
| Ensino      | Alunos matriculados | Professores |
| ----------- | ------------------- | ----------- |
| Fundamental | 602                 | 43          |
| Médio       | 101                 | 6           |

- Analfabetos com mais de quinze anos: 39,78% (IBGE, Censo 2000).

### Índice de Desenvolvimento Humano
| IDH         | 1991  | 2000  |
| ----------- | ----- | ----- |
| Renda       | 0,375 | 0,485 |
| Longevidade | 0,450 | 0,596 |
| Educação    | 0,404 | 0,704 |
| Total       | 0,410 | 0,595 |

### Saneamento urbano
| Serviço          | Domicílios (%) |
| ---------------- | -------------- |
| Água             | 94,9%          |
| Esgoto sanitário | 0,3%           |
| Coleta de lixo   | 75,2%          |

### Saúde
- Mortalidade infantil: 69,3 p/mil (Ministério da Saúde/1998).
- Esperança de vida ao nascer: 60,8 anos (IBGE, Censo 2000).